# The Cleftones
The Cleftones sind eine US-amerikanische Doo-Wop-Gesangsgruppe, die vor allem in den 1950ern und 1960ern Erfolge feierte. Zu ihren Hits zählen Little Girl of Mine, Cant We Be Sweethearts und Heart And Soul.

## Karriere
Die Cleftones wurden 1955 von Herbie Cox, Berman Patterson, Warren Corbin, Charlie James und William "Buzzy" McClain an der Jamaica High School in Queens, New York, gegründet.

Cleftones – You Baby You

Nachdem sie von drei Plattenlabels abgelehnt wurden, erhielten sie am 19. November 1955 einen Plattenvertrag bei George Goldners Gee-Label, wo sie mit Gee #1000 die erste Platte des Labels herausbringen durften. Die erste Single You Baby You, veröffentlicht im November 1955, verkaufte sich auf Anhieb gut. Die zweite Single Little Girl of Mine vom März 1956 verschaffte der Gruppe den nationalen Durchbruch. Im April traten sie mit vielen angesagten Bands und Interpreten bei Alan Freeds "Easter Jubilee of Stars"-Show in New York auf und gehörten nun zu den Stars der R&B-Szene. Es folgte mit Cant We Be Sweethearts im Juni 1956 ein weiterer Hit. Danach ließ der Erfolg nach. Auch ein Wechsel der Plattenfirma 1958 änderte daran nichts, zumal sie beim gleichen Konzern geblieben waren. McClain und Patterson verließen die Gruppe.
1961 hatte die zweite Generation der Cleftones, bestehend aus Herb Cox, Charlie James, Warren Corbin, Gene Pearson und Patricia Spann, mit Heart and Soul wieder einen Top-Hit (Platz 18 der Billboard Hot 100-Charts). Bis 1962 gab es noch einige Veröffentlichungen, doch der große Erfolg blieb aus. Auch danach gab es bis nach der Jahrtausendwende gelegentliche Auftritte der Cleftones, und seit 1990 auch wieder Aufnahmen.

## Diskografie (Singles)
Auswahldiskographie (bis 1962)
GEE-Records:
- #1000: You Baby You / I Was Dreaming, November 1955, US-Charts: # 78[2]
- #1011: Little Girl Of Mine / You’re Driving Me Mad, März 1956, US-Charts: # 57; R&B-Best-Seller-Charts: # 8[3]
- #1016: Can’t We Be Sweethearts? / Neki-Hokey, Juni 1956
- #1025: String Around My Heart / Happy Memories, Oktober 1956
- #1031: Why Do You Do Me Like You Do / I Like Your Style Of Making Love, Januar 1957
- #1038: See You Next Year / Ten Pairs Of Shoes, Juni 1957
- #1041: Hey Babe / What Did I Do That Was Wrong, August 1957
- #1048: Lover Boy / Beginners At Love, Januar 1958

ROULETTE-Records:
- #4094: She’s So Fine / Trudy, Juli 1958
- #4161: Cuzin Casanova / Mish Mash Baby, Juni 1959
- #4302: She’s Gone / Shadows In The Very Last Row, Juni 1960

GEE-Records:
- #1064: Heart And Soul / How Do You Feel, April 1961, US-Charts: # 18; R&B-Charts: # 10
- #1067: (I Love You) For Sentimental Reasons / ’Deed I Do, August 1961, US-Charts: # 60
- #1074: Earth Angel /Blues in the Night, Mai 1962
- #1079: Lover, Come Back to Me / There She Goes, September 1962, US-Charts: # 95
- #1080: How Deep Is The Ocean / Some Kinda Blue, November 1962

RAMA-Records:
- #233: Vacation In The Mountains / Leave My Woman Alone, Mai 1961

## Cleftones-Lieder in Film-Soundtracks
Mehrere Titel der Cleftones wurden in verschiedenen Film-Soundtracks verwendet, darunter:
- Can't We Be Sweethearts in "Goodfellas" (1990)
- Little Girl of Mine in "In den Straßen der Bronx" (1993)
- Lover Boy in "Drive" (1998)
- Heart and Soul in "American Graffiti" (1973) und "Mischief" (1985)